# Drone doom
Drone doom, poznati i pod imenom drone metal je podžanr doom metala, koji je čak repetitivniji i nepristupačniji od funeral dooma, ali ne i potpuno minimalistički. Pod utjecajem noisea i ambienta, glazba se mahom koristi nisko štimanim distorziranim gitarama i bas gitarama, obično s mnogo reverba upotrijebljenog u finalnom miksu, dok su čiste skladbe vrlo rijetke.
Ako su vokali nazočni, onda su otpjevani u vrištečoj maniri (npr. Khanate).
Drone doom skladbe su opčenito vrlo duge, tipična minutaža jedne trake je između 10 i 30 minuta. Neka drone doom izdanju su tek jedna duga album-traka, kao npr. Sun Baked Snow Cave, kolaboracija japanskih glazbenika; banda Boris i solista Merzbowa koja traje pune 62 minute. Bubnjevi su kao i vokali često odsutni te glazba često oskudna ritmovima u tradicionalnom smislu. Kao i funeral doom, drone doom naglašeno ističe očaj i prazninu, abstraktne i apokaliptične te teme s nejasnom porukom su također uobičajene.
Pod velikim utjecajem sastava Earth, Stephen O'Malleyju se može pripisat zasluga za razvoj drone dooma kao prepoznatljivog podžanra, svojom upletenošću u poticajnim bandovima kao što su Burning Witch, Khanate i Sunn O))).
Sunn O))), Boris i predhodnike žanra Earth, može se smatrati najutjecajnim bandovima drone doom žanra. Ostali značajniji izvođači su Khanate, Nadja, Black Boned Angel i Torture Wheel.

## Drone doom bendovi
- Ascend
- ASVA
- The Angelic Process
- Black Boned Angel
- Boris
- Burning Witch
- Earth
- Fraemandj
- Lethean Sound
- Khanate
- Khlyst
- Nadja
- Bunkur
- Sunn O)))
- Teeth of Lions Rule the Divine
- Trollmann Av Ildtoppberg
- Vernal Pool
- Orthodox
- Torture Wheel

## Vanjske poveznice
- Southern Lord Records
- a b c d FAQ @ Doom-metal.com[neaktivna poveznica]